# Buddismo in Laos

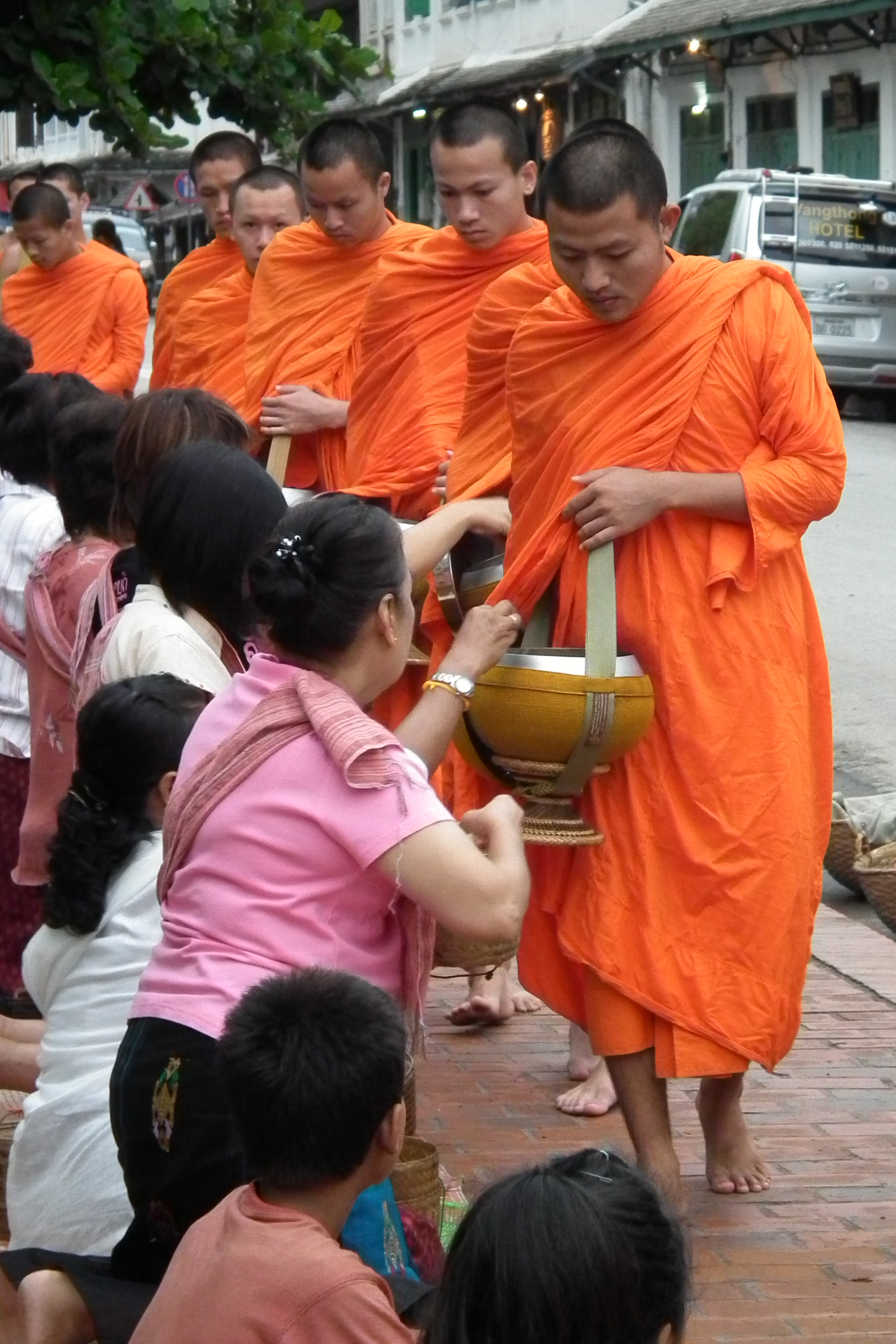
Gruppo di monaci mentre ricevono offerte in cibo dai fedeli a Luang Prabang.

Il buddismo è la religione principale del Laos, praticato nella sua tradizione Theravada; questa versione del buddismo sta alla base dell'intera cultura laotiana, anche se spesso strettamente legata a credenze rifacentesi all'animismo e alle convinzioni sull'esistenza di spiriti ancestrali, in particolare nelle zone rurali.
La percentuale della popolazione che aderisce al buddismo nel moderno Laos è variamente percentualizzata, il CIA World Factbook ad esempio stima che il 65% della popolazione totale abbia preso rifugio nei Tre Gioielli. La creazione di stime accurate del numero dei buddisti in Laos è complicato inoltre dalla scarsità delle informazioni messe a disposizione da parte del governo del Laos, e la stretta connessione tra buddismo e pratiche animiste potrebbe assommare il numero di aderenti nominali al Buddismo-animismo fino a più del 90%, in quanto tali tradizioni hanno influito specificamente per lo più su persone Lao. Ci sono infine un numero significativo di cinesi o vietnamiti buddisti che seguono il Mahayana.